# Milton Valenzuela
Milton Nahuel Valenzuela (Rosario, 13 agosto 1998) è un calciatore argentino, difensore del Lugano.

## Carriera

### Club
Cresciuto nelle giovanili del Newell's Old Boys, esordisce il 6 febbraio 2016 nel match perso 2-1 contro il San Martín (SJ). Dopo aver militato per quattro stagioni nei Columbus Crew, nel 2022 si trasferisce al Lugano.

### Nazionale
Nel 2017 partecipa con la nazionale Under-20 argentina al Campionato sudamericano ed al Campionato mondiale, disputando rispettivamente 8 e 2 match.

## Statistiche

### Presenze e reti nei club
Statistiche aggiornate al 3 giugno 2017.
| Stagione                 | Squadra                  | Campionato               | Campionato | Campionato | Coppe nazionali | Coppe nazionali | Coppe nazionali | Coppe continentali | Coppe continentali | Coppe continentali | Altre coppe | Altre coppe | Altre coppe | Totale | Totale |
| Stagione                 | Squadra                  | Comp                     | Pres       | Reti       | Comp            | Pres            | Reti            | Comp               | Pres               | Reti               | Comp        | Pres        | Reti        | Pres   | Reti   |
| ------------------------ | ------------------------ | ------------------------ | ---------- | ---------- | --------------- | --------------- | --------------- | ------------------ | ------------------ | ------------------ | ----------- | ----------- | ----------- | ------ | ------ |
| 2016                     | Newell's Old Boys        | PD                       | 1          | 0          | CA              | 0               | 0               |                    | -                  | -                  |             | -           | -           | 1      | 0      |
| 2016-2017                | Newell's Old Boys        | PD                       | 2          | 0          | CA              | 0               | 0               |                    | -                  | -                  |             | -           | -           | 2      | 0      |
| Totale Newell's Old Boys | Totale Newell's Old Boys | Totale Newell's Old Boys | 3          | 0          |                 | 0               | 0               |                    | -                  | -                  |             | -           | -           | 3      | 0      |
| Totale carriera          | Totale carriera          | Totale carriera          | 3          | 0          |                 | 0               | 0               |                    | -                  | -                  |             | -           | -           | 3      | 0      |

## Palmarès

### Competizioni nazionali
- Campionato MLS: 1

Columbus Crew: 2020
- Coppa Svizzera: 1

Lugano: 2021-2022